# 金氏流石蛾
金氏流石蛾（学名：Rhyacophila kimminsi）为流石蛾科流石蛾屬下的一个种。